# I Shall Be Free
I Shall Be Free – piosenka skomponowana przez Boba Dylana, nagrana przez niego w grudniu 1962 r. i wydana na drugim albumie The Freewheelin’ Bob Dylan w maju 1963 r.

## Historia i charakter utworu
Kolejna surrealistyczna i humorystyczna piosenka Boba Dylana. Jest to kompozycja, w której Dylan pewnie używa w dojrzały sposób dziecięcych rymowanek. W dość żartobliwy sposób Dylan wędruje w piosence przez szeroki zakres tematów takich jak np. rasizm czy kobiety.
Pojawiają się w tej kompozycji takie postacie jak prezydent John F. Kennedy, aktor Yul Brynner, postać z dziecięcych wierszyków Little Bo Peep, płyn czyszczący Mr. Clean, baseballista Willie Mays i aktorka Elizabeth Taylor. Jest to jeden z najwcześniejszych przykładów wykorzystania przez Dylana w piosence ikonografii kultury popularnej czy inaczej popkultury.
Utwór ten jest fantazją artysty o tym, co mogłaby takiemu prostaczkowi jak on, dać sława i powodzenie.
Źródeł utworu Dylana należy szukać w takich piosenkach jak „We Shall Be Free”, którą wykonywał kwartet Woody Guthrie, Leadbelly, Cisco Houston i Sonny Terry i tradycyjnej „You Shall Be Free”. Tę ostatnią nagrał Guthrie i zapewne ona wraz z Leadbelly'ego „We Shall Be Free” (1944) były głównym źródłem Dylana.
Folklorysta Howard Odum już na początku XX wieku zebrał przykłady „We Shall Be Free” wykonywane przez czarnych piosenkarzy. Uważał on, że utwór ten był zaadaptowany przez nich z religijnej pieśni „Mourner, You Shall Be Free”. Lawrence Cohn prześledził zwrotki piosenki aż do połowy XIX wieku.
Ciekawym problemem jest to, że Dylan swoje najlżejsze utwory z tego przecież poważnego albumu, umieścił jeden po drugim na końcu płyty. Czy chciał zmusić po prostu słuchaczy na koniec do śmiechu, czy też chciał podkreślić (w związku z narastającym u niego przekonaniem, że nawet najgłębsze i najbardziej zaangażowane piosenki tak naprawdę niczego nie zmienią), że trzeba się z wszystkiego śmiać – pozostaje do dyskusji.

## Wersje Dylana
Dylan nigdy nie wykonał tej piosenki na żadnym koncercie.
6 grudnia 1962 r. nagrał w studiu co najmniej 5 wersji tego utworu, z czego na płytę dostała się wersja pierwsza.
W kwietniu 1963 r. zarejestrował swoją kompozycję u swojego wydawcy - Witmark Music.
Wszystkie te wersje piosenki są niezwykle rzadkie i bardzo poszukiwane przez fanów.

## Inne wykonania
- Paul James na albumie różnych wykonawców May Your Song Always Be Sung: The Songs of Bob Dylan, Volume 3 (2003)